# Jean-Baptiste Tuzet
Jean-Baptiste Tuzet  est un animateur français de radio. Il a été l'animateur de plusieurs émissions de France Inter. Il a notamment été l’animateur de la tranche matinale de France Inter le samedi.
Il est l'auteur de livres sur le jazz manouche et sur les crooners.

## Sur France Inter
- -     - Crooner
    - - 0h30-1h  (Jean-Baptiste Tuzet, Isabelle Attali)1986-1987
    - - 17h30-18h Crooner (Jean-Baptiste Tuzet, Isabelle Attali)1987-1988
    - - 16h-17h Crooner (Jean-Baptiste Tuzet, Isabelle Attali)1988-1989
    - - 22h-22h30 Crooner (Jean-Baptiste Tuzet, D. Miermont)1989-1990
- Clair de lune sur la Riviera / Coucher de soleil sur la Riviera présentée par Jean-Baptiste Tuzet.
- Jee-Bee et les cybernanas présentée par Jean-Baptiste Tuzet de 17 h à 18h de 1999 à 2001
- création de la radio CROONER à Monaco et sur 18 villes de France (www.crooner.fr)

Ses archives sont conservées et consultables aux Archives nationales.

## Ouvrages
- Jean-Baptiste Tuzet, Jazz manouche : la Grande Aventure du Swing Gitan, Éditions Didier Carpentier, 2007 (ISBN 978-2-84167-487-9 et 2-84167-487-8).